# Impero bizantino durante la dinastia giustinianea
L'Impero bizantino ebbe la sua prima età d'oro durante la dinastia giustinianea che, iniziata nel 518 con la nomina di Giustino I come imperatore, portò, durante il regno di Giustiniano I, l'impero alla sua massima espansione territoriale, riconquistando l'Esarcato d'Africa, l'Illiria, la Spagna meridionale e l'Italia. La dinastia giustinianea terminò nel 602 con la deposizione di Maurizio e l'incoronazione di Foca.

## Giustino I, 518–527
La dinastia giustinianea iniziò con l'incoronazione di Giustino I al soglio imperiale. Giustino nacque in un piccolo villaggio, Bederiana, nel 450 d.C e come molti giovani, andò a Costantinopoli per arruolarsi nell'esercito. Durante il servizio militare grazie alle sue capacità fisiche divenne parte degli Excubitores, le guardie del palazzo imperiale. Combatté nelle guerre isauriche e persiane e venne promosso fino a diventare il comandante delle guardie imperiali, detenendo così una posizione di rilievo. In contemporanea venne scelto anche per ricoprire il grado di senatore. 
Dopo la morte dell'imperatore Anastasio, che non aveva lasciato eredi, si crearono controversie su chi sarebbe diventato imperatore. Il senato bizantino si radunò e per evitare il coinvolgimento e l'influenza di persone e popoli stranieri, fu costretto a scegliere rapidamente un candidato; tuttavia i senatori non si trovavano tutti d'accordo. Furono scelti diversi canditati, ma successivamente furono respinti per svariati motivi. Dopo molte discussioni, il senato scelse di nominare Giustino che accettò e venne incoronato imperatore dal Patriarca di Costantinopoli Giovanni II il 10 luglio. 

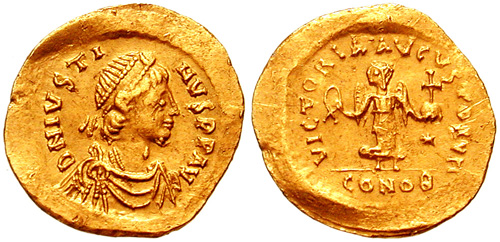
Una moneta che raffigura l'imperatore Giustino I.

Giustino, che proveniva da una provincia a maggioranza di lingua latina, parlava poco il greco ed era quasi completamente analfabeta. Per questi motivi scelse di circondarsi di consiglieri intelligenti, il più notevole dei quali era suo nipote Giustiniano. Giustiniano è considerato da alcuni storici, come Procopio di Cesarea, il vero detentore del potere imperiale, poiché esercitava una grande influenza su suo zio. Per favorire il nipote, Giustino eliminò i vari candidati al trono: due furono giustiziati e tre furono puniti con la morte o con l'esilio. 
A differenza della maggior parte degli imperatori prima di lui, che erano monofisiti, Giustino era un devoto cristiano di fede calcedoniana. I monofisiti e i calcedoniani erano al tempo in conflitto sul spiegare la relazione delle due nature di Cristo.  Poiché i precedenti imperatori avevano favorito la posizione monofisita, in diretto conflitto con gli insegnamenti del papato e dei concili ecumenico, le varie fazioni religiose si scomunicarono e diedero origine allo scisma acaciano. Giustino si adoperò, insieme al nuovo patriarca di Costantinopoli, Giovanni, a riparare immediatamente i rapporti con la Chiesa di Roma. Dopo delicati negoziati, lo scisma acaciano si concluse alla fine di marzo del 519. Dopo questa problematica religiosa, i rimanenti anni di regno di Giustino furono relativamente pacifici. 
Nel 525, forse su insistenza del nipote, Giustino abrogò una legge che proibiva ai funzionari di corte di sposare persone di classe inferiore. Ciò permise a Giustiniano di sposare Teodora, che deteneva un'origine umile e un passato avventuroso. Negli ultimi anni di regno l'impero romano d'oriente fu protagonista di diversi conflitti con il regno ostrogoto nella penisola italiana. Il re ostrogota, Teodorico il Grande, non vedeva di buon occhio l'impero e iniziò a perseguitare la classe senatoriale romana, spingendosi fino a giustiziare un filosofo che tentava di porre fine alla persecuzione in atto. Quando Teodorico morì nel 526, la persecuzione finì. Anche l'impero sasanide riprese le ostilità con i bizantini attaccando l'iberia. La guerra non avrebbe raggiunto la sua conclusione fino al regno di Giustiniano. 
Nel 527, Giustino nominò formalmente Giustiniano come co-imperatore per via della sua salute cagionevole. Il 1º agosto dello stesso anno Giustino morì di un'ulcera e Giustiniano divenne imperatore effettivo. 

## Giustiniano I, 527–565
La dinastia dimostrò il proprio splendore durante il regno di Giustiniano I. Dopo la rivolta Nika, l'imperatore ricostruì la città e riformò la legge promulgando il "Codice di Giustiniano". Egli governò assieme alla moglie Teodora fino a quando rimase vedovo (548).
Giustiniano si trovò a combattere una guerra contro la Persia, riuscendo a guidare le truppe fino all'Eufrate, dove l'esercito si bloccò e subì una sconfitta schiacciante. Dopo questa battaglia Giustiniano negoziò la "Pace eterna" in cui accettava di pagare l'impero sasanide per una cessazione delle ostilità a tempo indeterminato. 
Dopo la cessazione delle ostilità con la Persia, elaborò il suo piano per riconquistare tutto il territorio che apparteneva all'ormai caduto Impero romano d'Occidente. Al suo generale di fiducia Belisario ordinò di riconquistare il vecchio territorio romano, partendo da quello controllato dai Vandali. 
I Vandali, che avevano mantenuto il controllo sulle coste nordafricane fin dalla caduta dell'Impero Romano d'Occidente, avevano attenuato l'allenamento militare. L'esercito infatti, pur essendo il doppio rispetto ai 15.000 uomini comandati da Belisario, era scarsamente addestrato e mal equipaggiato per affrontare l'esercito bizantino. Il re vandalo, Gelimer, tentò di circondare i bizantini nella battaglia di Ad Decimum dove riuscì a sconfiggere Belisario, ma diventò isterico dopo aver trovato il corpo del fratello morto. Belisario ebbe così modo di riorganizzare i soldati rimasti e spezzò così la massa disorganizzata dei Vandali, ormai anche mal comandata. Il generale riuscì così a conquistare Cartagine. 
Giustiniano richiamò Belisario a Costantinopoli per rendergli onori. Nel frattempo l'Italia era scombussolata da lotte dinastiche tra gli ostrogoti. Questa instabilità politica dell'Italia diedero a Giustiniano l'opportunità di invadere e l'imperatore scelse nuovamente Belisario come generale per la spedizione. Belisario sbarcò in Sicilia con 7500 uomini e sull'isola incontrò solo della resistenza simbolica. Dopo aver ristabilito l'ordine dopo un ammutinamento nel Nord, Belisario sbarcò nell'Italia continentale trovando la stessa resistenza simbolica già vista in Sicilia. Tuttavia, giunto a Napoli, dovette guidare le truppe per un assedio alla città di Napoli, poiché la guarnigione a difesa della città rifiutava di arrendersi; l'assedio durò diversi mesi. Mentre il re ostrogoto Vitige si trovava a Ravenna, Belisario fu invitato a Roma dal papa per conquistare la città. Vitige radunò perciò un esercito enorme, alcuni resoconti parlano di 150.000 uomini, per assediare Roma. Belisario fortificò Roma e nel 537 dovette difendere la città dall'assedio dall'attacco ostrogota. Un anno e nove giorni dopo, Vitige dimostrò la sua totale incapacità di re e Belisario mostrò invece la sua genialità come comandante e generale. L'esercito gotico cercò nel 538 di assediare Rimini. In aiuto di Belisario venne mandato in Italia il generale Narsete. Dopo la distruzione di Milano nel 539 e dopo aver constatato i problemi nel comando di Narsete, Giustiniano, sollecitato da Belisario, richiamò a Costantinopoli il generale. La guerra continuò, trasformandosi in una guerra fatta più che di battaglie di assedi, ed ebbe fine solamente quando Belisario fece finta di accettare l'offerta per diventare il nuovo Imperatore romano d'Occidente. Grazie a questa falsa accettazione, Belisario riuscì a rimuovere Vitige dal comando dell'esercito ostrogoto. 
Nel 540 Belisario fu richiamato dall'Italia e immediatamente inviato sul fronte persiano, per difendere l'impero dal nuovo attacco persiano. Durante questo periodo, gli Ostrogoti ripresero gran parte dell'Italia bizantina. Dopo che la guerra contro i persiani venne meno, Belisario ritornò in Italia per ristabilire il controllo e conquistò anche la Spagna meridionale dopo 18 anni di guerra. 
Le guerre di riconquista volute da Giustiniano avevano riportato sotto controllo romano le ex province romane d'Italia, Betica e Africa proconsolare. Dopo la morte di Giustiniano nel 565 l'impero bizantino non avrebbe mai più raggiunto una tale dimensione territoriale.

## Giustino II, 565–578
Per via delle guerre volute da Giustiniano, le casse imperiali rimasero vuote. Il disordine finanziario indebolì l'Impero e costrinse l'imperatore Giustino II a sospendere i pagamenti agli Avari. Mentre i bizantini si difendevano da un nuovo attacco persiano, le orde longobarde sotto il re Alboino invasero l'Italia e conquistarono gran parte della penisola. Le guerre successive provocarono malattie mentali a Giustino II che sarebbe morto nel 578.

## Tiberio II, 578–582
Tiberio II fu il successore di Giustino II alla morte di questi nel 578. Il suo regno di quattro anni fu segnato dalla debolezza amministrativa nel gestire un impero così vasto. Rinforzò Ravenna e i suoi generali furono vittoriosi nelle battaglie contro i persiani ad oriente e contro i berberi nel nord Africa. Nel frattempo, gli slavi iniziarono le loro migrazioni verso i Balcani e la Grecia. I problemi finanziari si protrassero e Tiberio annunciò di non essere in grado di pagare l'esercito stanziato in oriente, in guerra contro i persiani, i cui soldati minacciarono l'ammutinamento. 
Dopo aver mangiato del cibo probabilmente avvelenato oppure mal preparato, Tiberio cadde gravemente malato e morì nel 582, affidando a Maurizio la guida dell'impero.

## Maurizio, 582–602

L'Impero alla fine del regno di Maurizio. Si notino i pochi territori in Italia.

Maurizio fu il quinto e ultimo imperatore della dinastia giustinianea. Era originario dell'Armenia e iniziò la sua carriera a Costantinopoli come notario. Riuscì ad ottenere il grado di segretario della guardia del corpo imperiale e nel 577 d.C. fu nominato comandante in capo dell'esercito. Dopo una dura campagna militare in Oriente nella guerra romano-persiana, fu promosso al grado di patrizio e nel 582 sposò la figlia dell'Imperatore Tiberio e divenne suo successore al trono imperiale quando aveva quarantatré anni.
Il regno di Maurizio fu segnato da costanti problemi di denaro, infatti l'impero era completamente in bancarotta. Ereditò anche problemi militari: gli slavi continuavano le loro migrazione nei territori dell'impero, spesso utilizzando anche la violenza; i vari governi locali in Italia stavano soccombendo agli invasori longobardi; l'impero si trovava coinvolto in continue guerre contro la Persia. Proprio le guerre persiane portarono nel 588 ad un grave ed enorme ammutinamento dei soldati, che fu risolto solamente nella primavera del 589. Mentre i soldati bizantini ammutinavano, nell'impero sasanide scoppiò una guerra civile tra le diverse fazioni e Maurizio appoggiò il pretendete al trono Cosroe II, che risultò il vincitore. Proprio per questo appoggio, la guerra romano-persiana terminò nel 591. 
L'attenzione dell'imperatore poteva quindi rivolgersi ai Balcani, che, dopo un decennio di mancata difesa da parte dell'esercito, erano stati completamente devastati dagli immigrati slavi. Maurizio e i suoi generali respinse gli attacchi slavi, li espulse dall'impero e distrusse i vari accampamenti che si trovavano oltre il Danubio. I bizantini, dopo questa decisiva vittoria, riuscirono a riportare la frontiera imperiale sul Danubio, come era al tempo dell'impero romano, oltre ad ottenere il controllo su piccole zone nella Dacia meridionale. 
Nonostante queste vittorie militari, Maurizio si dimostrò un imperatore estremamente impopolare, anche a causa del fatto che l'impero era costantemente in bancarotta, ritardando o annullando perciò i pagamenti all'esercito. Proprio l'esercito provvederà a deporlo e a sostituirlo con Foca nel 602.

## Albero genealogico
| Leone I il Trace Imperatore dei Romani 457–474 Dinastia leoniana |         |         |         |         |         |  |  |                                                  |                                                  |                                                  |                                                  |                                                  |                                                  |  |  |                       |                       |                       |                       |                       |                       |  |  |                     |                     |                     |                     |                     |                     |  |  |                                          |                                          |                                          |                                          |                                          |                                          |  |  |                                     |                                     |                                     |                                     |                                     |                                     |       |       |                                                             |                                                             |                                                             |                                                             |                                                             |                                                             |                        |                        |                                                |                                                |                                                |                                                |                                                |                                                |           |           |                                                                      |                                                                      |                                                                      |                                                                      |                                                                      |                                                                      |                         |                         |                         |                         |                      |                      |                      |                      |          |          |                      |                      |                      |                      |                                                            |                                                            |                                                            |                                                            |                                                            |                                                            |  |  |  |  |  |  |  |  |  |  |  |  |
|                                                                  |         |         |         |         |         |  |  |                                                  |                                                  |                                                  |                                                  |                                                  |                                                  |  |  |                       |                       |                       |                       |                       |                       |  |  |                     |                     |                     |                     |                     |                     |  |  |                                          |                                          |                                          |                                          |                                          |                                          |  |  |                                     |                                     |                                     |                                     |                                     |                                     |       |       |                                                             |                                                             |                                                             |                                                             |                                                             |                                                             |                        |                        |                                                |                                                |                                                |                                                |                                                |                                                |           |           |                                                                      |                                                                      |                                                                      |                                                                      |                                                                      |                                                                      |                         |                         |                         |                         |                      |                      |                      |                      |          |          |                      |                      |                      |                      |                                                            |                                                            |                                                            |                                                            |                                                            |                                                            |  |  |  |  |  |  |  |  |  |  |  |  |
|                                                                  |         |         |         |         |         |  |  |                                                  |                                                  |                                                  |                                                  |                                                  |                                                  |  |  |                       |                       |                       |                       |                       |                       |  |  |                     |                     |                     |                     |                     |                     |  |  |                                          |                                          |                                          |                                          |                                          |                                          |  |  |                                     |                                     |                                     |                                     |                                     |                                     |       |       |                                                             |                                                             |                                                             |                                                             |                                                             |                                                             |                        |                        |                                                |                                                |                                                |                                                |                                                |                                                |           |           |                                                                      |                                                                      |                                                                      |                                                                      |                                                                      |                                                                      |                         |                         |                         |                         |                      |                      |                      |                      |          |          |                      |                      |                      |                      |                                                            |                                                            |                                                            |                                                            |                                                            |                                                            |  |  |  |  |  |  |  |  |  |  |  |  |
| Ariadne                                                          | Ariadne | Ariadne | Ariadne | Ariadne | Ariadne |  |  | Anastasio I Dicoro Imperatore dei Romani 491–518 | Anastasio I Dicoro Imperatore dei Romani 491–518 | Anastasio I Dicoro Imperatore dei Romani 491–518 | Anastasio I Dicoro Imperatore dei Romani 491–518 | Anastasio I Dicoro Imperatore dei Romani 491–518 | Anastasio I Dicoro Imperatore dei Romani 491–518 |  |  | (fratello/sorella)    | (fratello/sorella)    | (fratello/sorella)    | (fratello/sorella)    | (fratello/sorella)    | (fratello/sorella)    |  |  | Eufemia             | Eufemia             | Eufemia             | Eufemia             | Eufemia             | Eufemia             |  |  | Giustino I Imperatore dei Romani 518–527 | Giustino I Imperatore dei Romani 518–527 | Giustino I Imperatore dei Romani 518–527 | Giustino I Imperatore dei Romani 518–527 | Giustino I Imperatore dei Romani 518–527 | Giustino I Imperatore dei Romani 518–527 |  |  | Vigilantia                          | Vigilantia                          | Vigilantia                          | Vigilantia                          | Vigilantia                          | Vigilantia                          |       |       | Pietro Sabbazio                                             | Pietro Sabbazio                                             | Pietro Sabbazio                                             | Pietro Sabbazio                                             | Pietro Sabbazio                                             | Pietro Sabbazio                                             |                        |                        |                                                |                                                |                                                |                                                |                                                |                                                |           |           |                                                                      |                                                                      |                                                                      |                                                                      |                                                                      |                                                                      |                         |                         | (fratello/sorella)      | (fratello/sorella)      | (fratello/sorella)   | (fratello/sorella)   | (fratello/sorella)   | (fratello/sorella)   |          |          |                      |                      |                      |                      |                                                            |                                                            |                                                            |                                                            |                                                            |                                                            |  |  |  |  |  |  |  |  |  |  |  |  |
| Ariadne                                                          | Ariadne | Ariadne | Ariadne | Ariadne | Ariadne |  |  | Anastasio I Dicoro Imperatore dei Romani 491–518 | Anastasio I Dicoro Imperatore dei Romani 491–518 | Anastasio I Dicoro Imperatore dei Romani 491–518 | Anastasio I Dicoro Imperatore dei Romani 491–518 | Anastasio I Dicoro Imperatore dei Romani 491–518 | Anastasio I Dicoro Imperatore dei Romani 491–518 |  |  | (fratello/sorella)    | (fratello/sorella)    | (fratello/sorella)    | (fratello/sorella)    | (fratello/sorella)    | (fratello/sorella)    |  |  | Eufemia             | Eufemia             | Eufemia             | Eufemia             | Eufemia             | Eufemia             |  |  | Giustino I Imperatore dei Romani 518–527 | Giustino I Imperatore dei Romani 518–527 | Giustino I Imperatore dei Romani 518–527 | Giustino I Imperatore dei Romani 518–527 | Giustino I Imperatore dei Romani 518–527 | Giustino I Imperatore dei Romani 518–527 |  |  | Vigilantia                          | Vigilantia                          | Vigilantia                          | Vigilantia                          | Vigilantia                          | Vigilantia                          |       |       | Pietro Sabbazio                                             | Pietro Sabbazio                                             | Pietro Sabbazio                                             | Pietro Sabbazio                                             | Pietro Sabbazio                                             | Pietro Sabbazio                                             |                        |                        |                                                |                                                |                                                |                                                |                                                |                                                |           |           |                                                                      |                                                                      |                                                                      |                                                                      |                                                                      |                                                                      |                         |                         | (fratello/sorella)      | (fratello/sorella)      | (fratello/sorella)   | (fratello/sorella)   | (fratello/sorella)   | (fratello/sorella)   |          |          |                      |                      |                      |                      |                                                            |                                                            |                                                            |                                                            |                                                            |                                                            |  |  |  |  |  |  |  |  |  |  |  |  |
|                                                                  |         |         |         |         |         |  |  |                                                  |                                                  |                                                  |                                                  |                                                  |                                                  |  |  |                       |                       |                       |                       |                       |                       |  |  |                     |                     |                     |                     |                     |                     |  |  |                                          |                                          |                                          |                                          |                                          |                                          |  |  |                                     |                                     |                                     |                                     |                                     |                                     |       |       |                                                             |                                                             |                                                             |                                                             |                                                             |                                                             |                        |                        |                                                |                                                |                                                |                                                |                                                |                                                |           |           |                                                                      |                                                                      |                                                                      |                                                                      |                                                                      |                                                                      |                         |                         |                         |                         |                      |                      |                      |                      |          |          |                      |                      |                      |                      |                                                            |                                                            |                                                            |                                                            |                                                            |                                                            |  |  |  |  |  |  |  |  |  |  |  |  |
|                                                                  |         |         |         |         |         |  |  |                                                  |                                                  |                                                  |                                                  |                                                  |                                                  |  |  |                       |                       |                       |                       |                       |                       |  |  |                     |                     |                     |                     |                     |                     |  |  |                                          |                                          |                                          |                                          |                                          |                                          |  |  |                                     |                                     |                                     |                                     |                                     |                                     |       |       |                                                             |                                                             |                                                             |                                                             |                                                             |                                                             |                        |                        |                                                |                                                |                                                |                                                |                                                |                                                |           |           |                                                                      |                                                                      |                                                                      |                                                                      |                                                                      |                                                                      |                         |                         |                         |                         |                      |                      |                      |                      |          |          |                      |                      |                      |                      |                                                            |                                                            |                                                            |                                                            |                                                            |                                                            |  |  |  |  |  |  |  |  |  |  |  |  |
|                                                                  |         |         |         |         |         |  |  |                                                  |                                                  |                                                  |                                                  |                                                  |                                                  |  |  | (figlia)              | (figlia)              | (figlia)              | (figlia)              | (figlia)              | (figlia)              |  |  | Comitò              | Comitò              | Comitò              | Comitò              | Comitò              | Comitò              |  |  | Teodora (moglie di Giustiniano)          | Teodora (moglie di Giustiniano)          | Teodora (moglie di Giustiniano)          | Teodora (moglie di Giustiniano)          | Teodora (moglie di Giustiniano)          | Teodora (moglie di Giustiniano)          |  |  | Giustiniano I Imperatore dei Romani | Giustiniano I Imperatore dei Romani | Giustiniano I Imperatore dei Romani | Giustiniano I Imperatore dei Romani | Giustiniano I Imperatore dei Romani | Giustiniano I Imperatore dei Romani |       |       | Vigilantia ∞ Dulcidio                                       | Vigilantia ∞ Dulcidio                                       | Vigilantia ∞ Dulcidio                                       | Vigilantia ∞ Dulcidio                                       | Vigilantia ∞ Dulcidio                                       | Vigilantia ∞ Dulcidio                                       |                        |                        |                                                |                                                |                                                |                                                |                                                |                                                |           |           |                                                                      |                                                                      |                                                                      |                                                                      |                                                                      |                                                                      |                         |                         | Germano Giustino        | Germano Giustino        | Germano Giustino     | Germano Giustino     | Germano Giustino     | Germano Giustino     |          |          | Boraide              | Boraide              | Boraide              | Boraide              | Boraide                                                    | Boraide                                                    |                                                            |                                                            |                                                            |                                                            |  |  |  |  |  |  |  |  |  |  |  |  |
|                                                                  |         |         |         |         |         |  |  |                                                  |                                                  |                                                  |                                                  |                                                  |                                                  |  |  | (figlia)              | (figlia)              | (figlia)              | (figlia)              | (figlia)              | (figlia)              |  |  | Comitò              | Comitò              | Comitò              | Comitò              | Comitò              | Comitò              |  |  | Teodora (moglie di Giustiniano)          | Teodora (moglie di Giustiniano)          | Teodora (moglie di Giustiniano)          | Teodora (moglie di Giustiniano)          | Teodora (moglie di Giustiniano)          | Teodora (moglie di Giustiniano)          |  |  | Giustiniano I Imperatore dei Romani | Giustiniano I Imperatore dei Romani | Giustiniano I Imperatore dei Romani | Giustiniano I Imperatore dei Romani | Giustiniano I Imperatore dei Romani | Giustiniano I Imperatore dei Romani |       |       | Vigilantia ∞ Dulcidio                                       | Vigilantia ∞ Dulcidio                                       | Vigilantia ∞ Dulcidio                                       | Vigilantia ∞ Dulcidio                                       | Vigilantia ∞ Dulcidio                                       | Vigilantia ∞ Dulcidio                                       |                        |                        |                                                |                                                |                                                |                                                |                                                |                                                |           |           |                                                                      |                                                                      |                                                                      |                                                                      |                                                                      |                                                                      |                         |                         | Germano Giustino        | Germano Giustino        | Germano Giustino     | Germano Giustino     | Germano Giustino     | Germano Giustino     |          |          | Boraide              | Boraide              | Boraide              | Boraide              | Boraide                                                    | Boraide                                                    |                                                            |                                                            |                                                            |                                                            |  |  |  |  |  |  |  |  |  |  |  |  |
|                                                                  |         |         |         |         |         |  |  |                                                  |                                                  |                                                  |                                                  |                                                  |                                                  |  |  |                       |                       |                       |                       |                       |                       |  |  |                     |                     |                     |                     |                     |                     |  |  |                                          |                                          |                                          |                                          |                                          |                                          |  |  |                                     |                                     |                                     |                                     |                                     |                                     |       |       |                                                             |                                                             |                                                             |                                                             |                                                             |                                                             |                        |                        |                                                |                                                |                                                |                                                |                                                |                                                |           |           |                                                                      |                                                                      |                                                                      |                                                                      |                                                                      |                                                                      |                         |                         |                         |                         |                      |                      |                      |                      |          |          |                      |                      |                      |                      |                                                            |                                                            |                                                            |                                                            |                                                            |                                                            |  |  |  |  |  |  |  |  |  |  |  |  |
|                                                                  |         |         |         |         |         |  |  |                                                  |                                                  |                                                  |                                                  |                                                  |                                                  |  |  |                       |                       |                       |                       |                       |                       |  |  |                     |                     |                     |                     |                     |                     |  |  |                                          |                                          |                                          |                                          |                                          |                                          |  |  |                                     |                                     |                                     |                                     |                                     |                                     |       |       |                                                             |                                                             |                                                             |                                                             |                                                             |                                                             |                        |                        |                                                |                                                |                                                |                                                |                                                |                                                |           |           |                                                                      |                                                                      |                                                                      |                                                                      |                                                                      |                                                                      |                         |                         |                         |                         |                      |                      |                      |                      |          |          |                      |                      |                      |                      |                                                            |                                                            |                                                            |                                                            |                                                            |                                                            |  |  |  |  |  |  |  |  |  |  |  |  |
|                                                                  |         |         |         |         |         |  |  |                                                  |                                                  |                                                  |                                                  |                                                  |                                                  |  |  | Sabiniano Console 517 | Sabiniano Console 517 | Sabiniano Console 517 | Sabiniano Console 517 | Sabiniano Console 517 | Sabiniano Console 517 |  |  | Sofia ∞ Giustino II | Sofia ∞ Giustino II | Sofia ∞ Giustino II | Sofia ∞ Giustino II | Sofia ∞ Giustino II | Sofia ∞ Giustino II |  |  | (illeg.) Teodora                         | (illeg.) Teodora                         | (illeg.) Teodora                         | (illeg.) Teodora                         | (illeg.) Teodora                         | (illeg.) Teodora                         |  |  |                                     |                                     |                                     |                                     |                                     |                                     |       |       | Giustino II Imperatore dei Romani 565–574                   | Giustino II Imperatore dei Romani 565–574                   | Giustino II Imperatore dei Romani 565–574                   | Giustino II Imperatore dei Romani 565–574                   | Giustino II Imperatore dei Romani 565–574                   | Giustino II Imperatore dei Romani 565–574                   |                        |                        | Marcello Generale ∞ Giuliana (figlia di Magno) | Marcello Generale ∞ Giuliana (figlia di Magno) | Marcello Generale ∞ Giuliana (figlia di Magno) | Marcello Generale ∞ Giuliana (figlia di Magno) | Marcello Generale ∞ Giuliana (figlia di Magno) | Marcello Generale ∞ Giuliana (figlia di Magno) |           |           | Preieta ∞ 1.Areobindo magister militum 2.Giovanni (nipote di Ipazio) | Preieta ∞ 1.Areobindo magister militum 2.Giovanni (nipote di Ipazio) | Preieta ∞ 1.Areobindo magister militum 2.Giovanni (nipote di Ipazio) | Preieta ∞ 1.Areobindo magister militum 2.Giovanni (nipote di Ipazio) | Preieta ∞ 1.Areobindo magister militum 2.Giovanni (nipote di Ipazio) | Preieta ∞ 1.Areobindo magister militum 2.Giovanni (nipote di Ipazio) |                         |                         | Giustino Console 540    | Giustino Console 540    | Giustino Console 540 | Giustino Console 540 | Giustino Console 540 | Giustino Console 540 |          |          | Giustiniano Generale | Giustiniano Generale | Giustiniano Generale | Giustiniano Generale | Giustiniano Generale                                       | Giustiniano Generale                                       |                                                            |                                                            |                                                            |                                                            |  |  |  |  |  |  |  |  |  |  |  |  |
|                                                                  |         |         |         |         |         |  |  |                                                  |                                                  |                                                  |                                                  |                                                  |                                                  |  |  | Sabiniano Console 517 | Sabiniano Console 517 | Sabiniano Console 517 | Sabiniano Console 517 | Sabiniano Console 517 | Sabiniano Console 517 |  |  | Sofia ∞ Giustino II | Sofia ∞ Giustino II | Sofia ∞ Giustino II | Sofia ∞ Giustino II | Sofia ∞ Giustino II | Sofia ∞ Giustino II |  |  | (illeg.) Teodora                         | (illeg.) Teodora                         | (illeg.) Teodora                         | (illeg.) Teodora                         | (illeg.) Teodora                         | (illeg.) Teodora                         |  |  |                                     |                                     |                                     |                                     |                                     |                                     |       |       | Giustino II Imperatore dei Romani 565–574                   | Giustino II Imperatore dei Romani 565–574                   | Giustino II Imperatore dei Romani 565–574                   | Giustino II Imperatore dei Romani 565–574                   | Giustino II Imperatore dei Romani 565–574                   | Giustino II Imperatore dei Romani 565–574                   |                        |                        | Marcello Generale ∞ Giuliana (figlia di Magno) | Marcello Generale ∞ Giuliana (figlia di Magno) | Marcello Generale ∞ Giuliana (figlia di Magno) | Marcello Generale ∞ Giuliana (figlia di Magno) | Marcello Generale ∞ Giuliana (figlia di Magno) | Marcello Generale ∞ Giuliana (figlia di Magno) |           |           | Preieta ∞ 1.Areobindo magister militum 2.Giovanni (nipote di Ipazio) | Preieta ∞ 1.Areobindo magister militum 2.Giovanni (nipote di Ipazio) | Preieta ∞ 1.Areobindo magister militum 2.Giovanni (nipote di Ipazio) | Preieta ∞ 1.Areobindo magister militum 2.Giovanni (nipote di Ipazio) | Preieta ∞ 1.Areobindo magister militum 2.Giovanni (nipote di Ipazio) | Preieta ∞ 1.Areobindo magister militum 2.Giovanni (nipote di Ipazio) |                         |                         | Giustino Console 540    | Giustino Console 540    | Giustino Console 540 | Giustino Console 540 | Giustino Console 540 | Giustino Console 540 |          |          | Giustiniano Generale | Giustiniano Generale | Giustiniano Generale | Giustiniano Generale | Giustiniano Generale                                       | Giustiniano Generale                                       |                                                            |                                                            |                                                            |                                                            |  |  |  |  |  |  |  |  |  |  |  |  |
|                                                                  |         |         |         |         |         |  |  |                                                  |                                                  |                                                  |                                                  |                                                  |                                                  |  |  |                       |                       |                       |                       |                       |                       |  |  |                     |                     |                     |                     |                     |                     |  |  |                                          |                                          |                                          |                                          |                                          |                                          |  |  |                                     |                                     |                                     |                                     |                                     |                                     |       |       |                                                             |                                                             |                                                             |                                                             |                                                             |                                                             |                        |                        |                                                |                                                |                                                |                                                |                                                |                                                |           |           |                                                                      |                                                                      |                                                                      |                                                                      |                                                                      |                                                                      |                         |                         |                         |                         |                      |                      |                      |                      |          |          |                      |                      |                      |                      |                                                            |                                                            |                                                            |                                                            |                                                            |                                                            |  |  |  |  |  |  |  |  |  |  |  |  |
|                                                                  |         |         |         |         |         |  |  |                                                  |                                                  |                                                  |                                                  |                                                  |                                                  |  |  |                       |                       |                       |                       |                       |                       |  |  | Areobindo           | Areobindo           | Areobindo           | Areobindo           | Areobindo           | Areobindo           |  |  |                                          |                                          |                                          |                                          |                                          |                                          |  |  |                                     |                                     |                                     |                                     |                                     |                                     |       |       | Tiberio II Costantino Imperatore dei Romani ∞ Ino Anastasia | Tiberio II Costantino Imperatore dei Romani ∞ Ino Anastasia | Tiberio II Costantino Imperatore dei Romani ∞ Ino Anastasia | Tiberio II Costantino Imperatore dei Romani ∞ Ino Anastasia | Tiberio II Costantino Imperatore dei Romani ∞ Ino Anastasia | Tiberio II Costantino Imperatore dei Romani ∞ Ino Anastasia |                        |                        |                                                |                                                |                                                |                                                |                                                |                                                |           |           |                                                                      |                                                                      |                                                                      |                                                                      |                                                                      |                                                                      |                         |                         |                         |                         |                      |                      |                      |                      |          |          |                      |                      |                      |                      |                                                            |                                                            |                                                            |                                                            |                                                            |                                                            |  |  |  |  |  |  |  |  |  |  |  |  |
|                                                                  |         |         |         |         |         |  |  |                                                  |                                                  |                                                  |                                                  |                                                  |                                                  |  |  |                       |                       |                       |                       |                       |                       |  |  | Areobindo           | Areobindo           | Areobindo           | Areobindo           | Areobindo           | Areobindo           |  |  |                                          |                                          |                                          |                                          |                                          |                                          |  |  |                                     |                                     |                                     |                                     |                                     |                                     |       |       | Tiberio II Costantino Imperatore dei Romani ∞ Ino Anastasia | Tiberio II Costantino Imperatore dei Romani ∞ Ino Anastasia | Tiberio II Costantino Imperatore dei Romani ∞ Ino Anastasia | Tiberio II Costantino Imperatore dei Romani ∞ Ino Anastasia | Tiberio II Costantino Imperatore dei Romani ∞ Ino Anastasia | Tiberio II Costantino Imperatore dei Romani ∞ Ino Anastasia |                        |                        |                                                |                                                |                                                |                                                |                                                |                                                |           |           |                                                                      |                                                                      |                                                                      |                                                                      |                                                                      |                                                                      |                         |                         |                         |                         |                      |                      |                      |                      |          |          |                      |                      |                      |                      |                                                            |                                                            |                                                            |                                                            |                                                            |                                                            |  |  |  |  |  |  |  |  |  |  |  |  |
|                                                                  |         |         |         |         |         |  |  |                                                  |                                                  |                                                  |                                                  |                                                  |                                                  |  |  |                       |                       |                       |                       |                       |                       |  |  |                     |                     |                     |                     |                     |                     |  |  |                                          |                                          |                                          |                                          |                                          |                                          |  |  |                                     |                                     |                                     |                                     |                                     |                                     |       |       |                                                             |                                                             |                                                             |                                                             |                                                             |                                                             |                        |                        |                                                |                                                |                                                |                                                |                                                |                                                |           |           |                                                                      |                                                                      |                                                                      |                                                                      |                                                                      |                                                                      |                         |                         |                         |                         |                      |                      |                      |                      |          |          |                      |                      |                      |                      |                                                            |                                                            |                                                            |                                                            |                                                            |                                                            |  |  |  |  |  |  |  |  |  |  |  |  |
|                                                                  |         |         |         |         |         |  |  |                                                  |                                                  |                                                  |                                                  |                                                  |                                                  |  |  |                       |                       |                       |                       |                       |                       |  |  | Anastasia Areobinda | Anastasia Areobinda | Anastasia Areobinda | Anastasia Areobinda | Anastasia Areobinda | Anastasia Areobinda |  |  | Pietro Generale                          | Pietro Generale                          | Pietro Generale                          | Pietro Generale                          | Pietro Generale                          | Pietro Generale                          |  |  | Maurizio Imperatore dei Romani      | Maurizio Imperatore dei Romani      | Maurizio Imperatore dei Romani      | Maurizio Imperatore dei Romani      | Maurizio Imperatore dei Romani      | Maurizio Imperatore dei Romani      |       |       | Costantina                                                  | Costantina                                                  | Costantina                                                  | Costantina                                                  | Costantina                                                  | Costantina                                                  |                        |                        |                                                |                                                |                                                |                                                |                                                |                                                |           |           |                                                                      |                                                                      |                                                                      |                                                                      |                                                                      |                                                                      |                         |                         |                         |                         |                      |                      |                      |                      |          |          |                      |                      |                      |                      |                                                            |                                                            |                                                            |                                                            |                                                            |                                                            |  |  |  |  |  |  |  |  |  |  |  |  |
|                                                                  |         |         |         |         |         |  |  |                                                  |                                                  |                                                  |                                                  |                                                  |                                                  |  |  |                       |                       |                       |                       |                       |                       |  |  | Anastasia Areobinda | Anastasia Areobinda | Anastasia Areobinda | Anastasia Areobinda | Anastasia Areobinda | Anastasia Areobinda |  |  | Pietro Generale                          | Pietro Generale                          | Pietro Generale                          | Pietro Generale                          | Pietro Generale                          | Pietro Generale                          |  |  | Maurizio Imperatore dei Romani      | Maurizio Imperatore dei Romani      | Maurizio Imperatore dei Romani      | Maurizio Imperatore dei Romani      | Maurizio Imperatore dei Romani      | Maurizio Imperatore dei Romani      |       |       | Costantina                                                  | Costantina                                                  | Costantina                                                  | Costantina                                                  | Costantina                                                  | Costantina                                                  |                        |                        |                                                |                                                |                                                |                                                |                                                |                                                |           |           |                                                                      |                                                                      |                                                                      |                                                                      |                                                                      |                                                                      |                         |                         |                         |                         |                      |                      |                      |                      |          |          |                      |                      |                      |                      |                                                            |                                                            |                                                            |                                                            |                                                            |                                                            |  |  |  |  |  |  |  |  |  |  |  |  |
|                                                                  |         |         |         |         |         |  |  |                                                  |                                                  |                                                  |                                                  |                                                  |                                                  |  |  |                       |                       |                       |                       |                       |                       |  |  |                     |                     |                     |                     |                     |                     |  |  |                                          |                                          |                                          |                                          |                                          |                                          |  |  |                                     |                                     |                                     |                                     |                                     |                                     |       |       |                                                             |                                                             |                                                             |                                                             |                                                             |                                                             |                        |                        |                                                |                                                |                                                |                                                |                                                |                                                |           |           |                                                                      |                                                                      |                                                                      |                                                                      |                                                                      |                                                                      |                         |                         |                         |                         |                      |                      |                      |                      |          |          |                      |                      |                      |                      |                                                            |                                                            |                                                            |                                                            |                                                            |                                                            |  |  |  |  |  |  |  |  |  |  |  |  |
|                                                                  |         |         |         |         |         |  |  |                                                  |                                                  |                                                  |                                                  |                                                  |                                                  |  |  |                       |                       |                       |                       |                       |                       |  |  |                     |                     |                     |                     |                     |                     |  |  |                                          |                                          |                                          |                                          |                                          |                                          |  |  |                                     |                                     |                                     |                                     |                                     |                                     |       |       |                                                             |                                                             |                                                             |                                                             |                                                             |                                                             |                        |                        |                                                |                                                |                                                |                                                |                                                |                                                |           |           |                                                                      |                                                                      |                                                                      |                                                                      |                                                                      |                                                                      |                         |                         |                         |                         |                      |                      |                      |                      |          |          |                      |                      |                      |                      |                                                            |                                                            |                                                            |                                                            |                                                            |                                                            |  |  |  |  |  |  |  |  |  |  |  |  |
|                                                                  |         |         |         |         |         |  |  |                                                  |                                                  |                                                  |                                                  |                                                  |                                                  |  |  |                       |                       |                       |                       |                       |                       |  |  |                     |                     |                     |                     |                     |                     |  |  |                                          |                                          |                                          |                                          |                                          |                                          |  |  |                                     |                                     |                                     |                                     | Maria                               | Maria                               | Maria | Maria | Maria                                                       | Maria                                                       |                                                             |                                                             | Cosroe II Re di Persia                                      | Cosroe II Re di Persia                                      | Cosroe II Re di Persia | Cosroe II Re di Persia | Cosroe II Re di Persia                         | Cosroe II Re di Persia                         |                                                |                                                | (sorella)                                      | (sorella)                                      | (sorella) | (sorella) | (sorella)                                                            | (sorella)                                                            |                                                                      |                                                                      | Shahrbaraz Re di Persia                                              | Shahrbaraz Re di Persia                                              | Shahrbaraz Re di Persia | Shahrbaraz Re di Persia | Shahrbaraz Re di Persia | Shahrbaraz Re di Persia |                      |                      |                      |                      |          |          |                      |                      |                      |                      | Eraclio I Imperatore dei Romani 610–641 Dinastia eracliana | Eraclio I Imperatore dei Romani 610–641 Dinastia eracliana | Eraclio I Imperatore dei Romani 610–641 Dinastia eracliana | Eraclio I Imperatore dei Romani 610–641 Dinastia eracliana | Eraclio I Imperatore dei Romani 610–641 Dinastia eracliana | Eraclio I Imperatore dei Romani 610–641 Dinastia eracliana |  |  |  |  |  |  |  |  |  |  |  |  |
|                                                                  |         |         |         |         |         |  |  |                                                  |                                                  |                                                  |                                                  |                                                  |                                                  |  |  |                       |                       |                       |                       |                       |                       |  |  |                     |                     |                     |                     |                     |                     |  |  |                                          |                                          |                                          |                                          |                                          |                                          |  |  |                                     |                                     |                                     |                                     | Maria                               | Maria                               | Maria | Maria | Maria                                                       | Maria                                                       |                                                             |                                                             | Cosroe II Re di Persia                                      | Cosroe II Re di Persia                                      | Cosroe II Re di Persia | Cosroe II Re di Persia | Cosroe II Re di Persia                         | Cosroe II Re di Persia                         |                                                |                                                | (sorella)                                      | (sorella)                                      | (sorella) | (sorella) | (sorella)                                                            | (sorella)                                                            |                                                                      |                                                                      | Shahrbaraz Re di Persia                                              | Shahrbaraz Re di Persia                                              | Shahrbaraz Re di Persia | Shahrbaraz Re di Persia | Shahrbaraz Re di Persia | Shahrbaraz Re di Persia |                      |                      |                      |                      |          |          |                      |                      |                      |                      | Eraclio I Imperatore dei Romani 610–641 Dinastia eracliana | Eraclio I Imperatore dei Romani 610–641 Dinastia eracliana | Eraclio I Imperatore dei Romani 610–641 Dinastia eracliana | Eraclio I Imperatore dei Romani 610–641 Dinastia eracliana | Eraclio I Imperatore dei Romani 610–641 Dinastia eracliana | Eraclio I Imperatore dei Romani 610–641 Dinastia eracliana |  |  |  |  |  |  |  |  |  |  |  |  |
|                                                                  |         |         |         |         |         |  |  |                                                  |                                                  |                                                  |                                                  |                                                  |                                                  |  |  |                       |                       |                       |                       |                       |                       |  |  |                     |                     |                     |                     |                     |                     |  |  |                                          |                                          |                                          |                                          |                                          |                                          |  |  |                                     |                                     |                                     |                                     |                                     |                                     |       |       |                                                             |                                                             |                                                             |                                                             |                                                             |                                                             |                        |                        |                                                |                                                |                                                |                                                |                                                |                                                |           |           |                                                                      |                                                                      |                                                                      |                                                                      |                                                                      |                                                                      |                         |                         |                         |                         |                      |                      |                      |                      |          |          |                      |                      |                      |                      |                                                            |                                                            |                                                            |                                                            |                                                            |                                                            |  |  |  |  |  |  |  |  |  |  |  |  |
|                                                                  |         |         |         |         |         |  |  |                                                  |                                                  |                                                  |                                                  |                                                  |                                                  |  |  |                       |                       |                       |                       |                       |                       |  |  |                     |                     |                     |                     |                     |                     |  |  |                                          |                                          |                                          |                                          |                                          |                                          |  |  |                                     |                                     |                                     |                                     |                                     |                                     |       |       |                                                             |                                                             |                                                             |                                                             |                                                             |                                                             |                        |                        |                                                |                                                |                                                |                                                |                                                |                                                |           |           |                                                                      |                                                                      |                                                                      |                                                                      |                                                                      |                                                                      |                         |                         |                         |                         |                      |                      |                      |                      |          |          |                      |                      |                      |                      |                                                            |                                                            |                                                            |                                                            |                                                            |                                                            |  |  |  |  |  |  |  |  |  |  |  |  |
|                                                                  |         |         |         |         |         |  |  |                                                  |                                                  |                                                  |                                                  |                                                  |                                                  |  |  |                       |                       |                       |                       |                       |                       |  |  |                     |                     |                     |                     |                     |                     |  |  |                                          |                                          |                                          |                                          |                                          |                                          |  |  |                                     |                                     |                                     |                                     |                                     |                                     |       |       |                                                             |                                                             |                                                             |                                                             |                                                             |                                                             |                        |                        |                                                |                                                |                                                |                                                |                                                |                                                |           |           |                                                                      |                                                                      |                                                                      |                                                                      | Nike                                                                 | Nike                                                                 | Nike                    | Nike                    | Nike                    | Nike                    |                      |                      | Teodosio             | Teodosio             | Teodosio | Teodosio | Teodosio             | Teodosio             |                      |                      | Costantino III Imperatore dei Romani 641                   | Costantino III Imperatore dei Romani 641                   | Costantino III Imperatore dei Romani 641                   | Costantino III Imperatore dei Romani 641                   | Costantino III Imperatore dei Romani 641                   | Costantino III Imperatore dei Romani 641                   |  |  |  |  |  |  |  |  |  |  |  |  |
|                                                                  |         |         |         |         |         |  |  |                                                  |                                                  |                                                  |                                                  |                                                  |                                                  |  |  |                       |                       |                       |                       |                       |                       |  |  |                     |                     |                     |                     |                     |                     |  |  |                                          |                                          |                                          |                                          |                                          |                                          |  |  |                                     |                                     |                                     |                                     |                                     |                                     |       |       |                                                             |                                                             |                                                             |                                                             |                                                             |                                                             |                        |                        |                                                |                                                |                                                |                                                |                                                |                                                |           |           |                                                                      |                                                                      |                                                                      |                                                                      | Nike                                                                 | Nike                                                                 | Nike                    | Nike                    | Nike                    | Nike                    |                      |                      | Teodosio             | Teodosio             | Teodosio | Teodosio | Teodosio             | Teodosio             |                      |                      | Costantino III Imperatore dei Romani 641                   | Costantino III Imperatore dei Romani 641                   | Costantino III Imperatore dei Romani 641                   | Costantino III Imperatore dei Romani 641                   | Costantino III Imperatore dei Romani 641                   | Costantino III Imperatore dei Romani 641                   |  |  |  |  |  |  |  |  |  |  |  |  |

- Giustino I - (518–527)

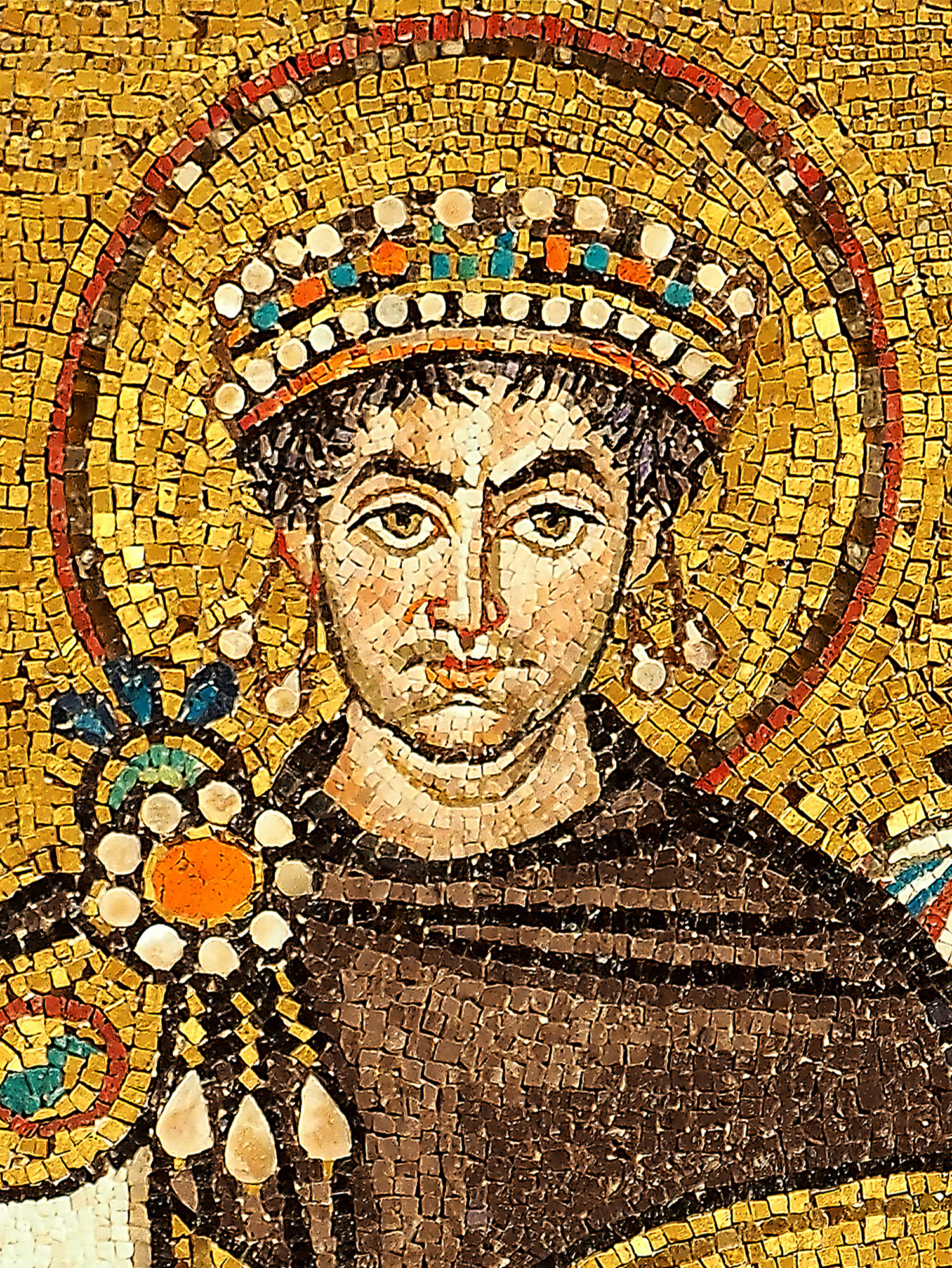
Giustiniano I

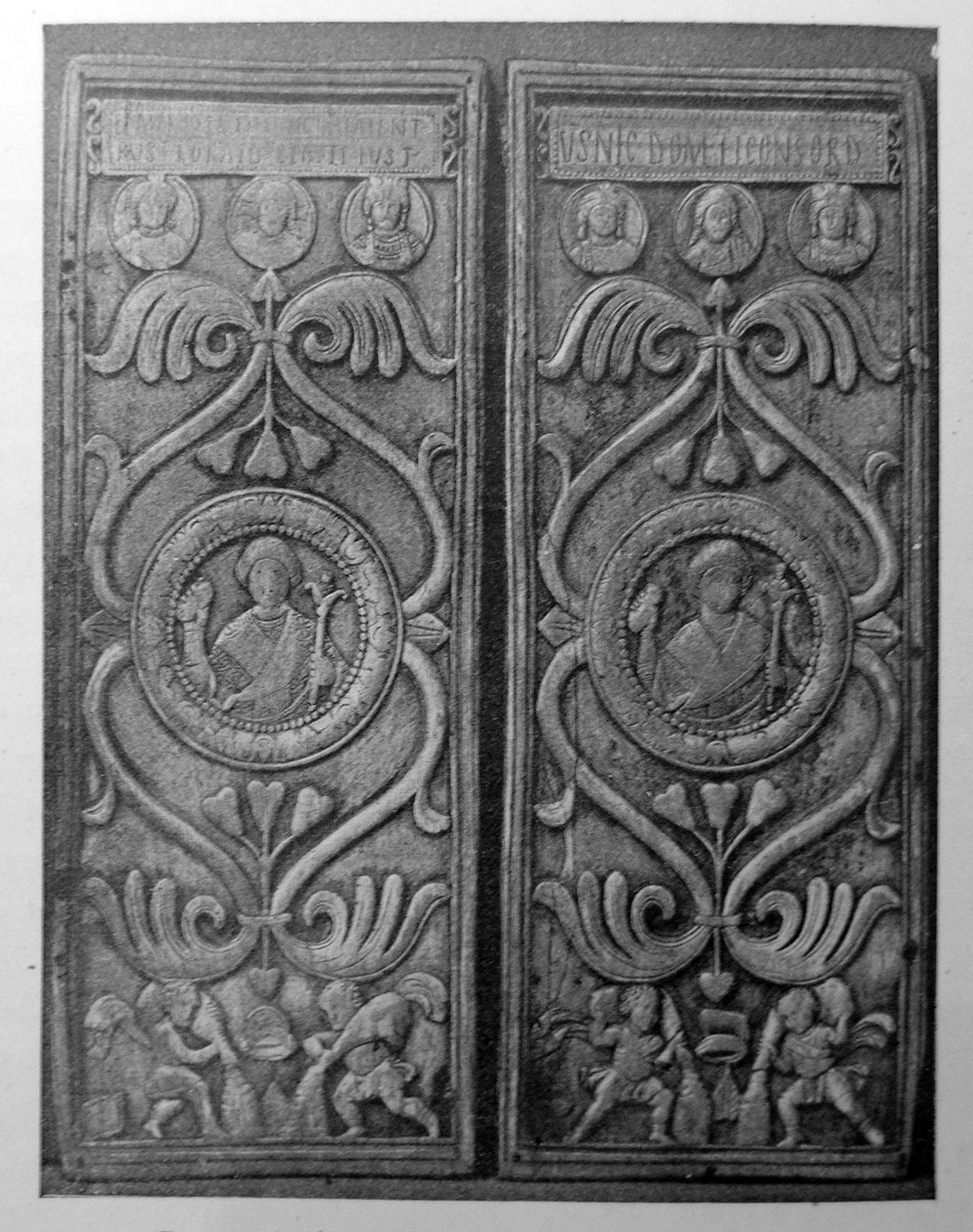
Dittico consolare di Giustino (console 540), figlio di Germano Giustino

  1. Nessun figlio dal matrimonio con Eufemia
- Vigilanza, sorella di Giustino
  1. Dal matrimonio con Sabbazio
    - Pietro Sabbazio, poi adottato dallo zio Giustino I e divenuto imperatore col nome di Giustiniano I - (527–565)
      1. Nessun figlio dal matrimonio con Teodora

    - Vigilanza
      1. Dal matrimonio con Dulcissimo
        - Giustino II - (565-578)
          1. Dal matrimonio con Sofia
            - una figlia
            - Tiberio II Costantino, adottato - (574-582)
              1. Dal matrimonio
                - una figlia che sposò Maurizio (582-602)

        - Marcello
        - Preiecta
- Fratello o sorella sconosciuto di Giustino I
  1. Da un matrimonio con un marito o moglie sconosciuto
    - Germano Giustino
      1. Dal matrimonio con Passara
        - Giustino (console 540)
        - Giustiniano
        - Giustina

      2. Dal matrimonio con Matasunta
        - Germano

    - Boraide
    - Giusto